# Нахимана, Бонавентюр
Бонавентюр Нахимана (рунди Bonaventure Nahimana, 3 июня 1959 года, Бурунди) — католический прелат, первый епископ Рутаны с 17 января 2009 года.

## Биография
10 августа 1986 года Бонавентюр Нахимана был рукоположён в священника.
17 января 2009 года Римский папа Бенедикт XVI учредил епархию Рутаны и назначил Бонавентюра Нахиману её первым епископом. 28 марта 2009 года состоялось рукоположение Бонавентюры Нахиманы в епископа, которое совершил архиепископ Гитеги в сослужении с епископом Руйиги Жозе Ндухирубусой и епископом Бурури Венаном Бачинони.